# Tales of
Pour les articles homonymes, voir Tales (homonymie).
Tales of (『テイルズ オブ』 シリーズ, "Teiruzu obu" shirīzu) est une série de jeux vidéo de rôle développée par Bandai Namco Games (anciennement Namco), dont les différents titres d'épisodes commencent tous par les mots « Tales of ». Plusieurs épisodes de la série sont à l'origine d'anime et mangas dérivés. Créée en 1995, la série compte désormais plus de vingt titres principaux, une quinzaine de spin-offs et quatre anime. La série est notamment connue pour son esthétique manga très encensée par les Japonais. On retrouvera de nombreuses références aux épisodes de la série tout au long des opus.
Les musiques de l'ensemble de la série ont été composées par Motoi Sakuraba tandis que les animes sont quant à eux produits par Production I.G. On peut noter une grande inspiration de la mythologie scandinave dans le premier jeu de la série. Ainsi on retrouve des noms comme Odin, Fenrir, Midgard ou encore Thor. La grande particularité de cette série est son système de combat en temps réel ce qui fait d'elle l'une des plus dynamiques séries de RPG.

## Développement

### Origine de la série
Tales of Phantasia, premier épisode de la saga a été développé par la Wolf Team en 1994 pour ensuite sortir en 1995. De nombreux membres de cette équipe tels que Yoshiharu Gotanda ou Masaki Norimoto ont finalement formé tri-Ace, studio notamment à l'origine de Star Ocean (dont le système de combat est un prolongement de la série des Tales of) ou Valkyrie Profile sortis grâce à Enix (désormais Square Enix). Après Tales of Phantasia, la série des Tales of a continué à être développée par la Wolf Team, c'est ainsi que sont nés Tales of Destiny, Tales of Eternia et Tales of Destiny 2. Après ceci, une nouvelle équipe est née de la fusion de la Wolf Team et de Namco : Namco Tales Studio.

### Équipes de développement et style graphique de la série
La série a eu plusieurs producteurs et directeurs, c'est le cas de Eiji Kokuchi, directeur général de la plupart des épisodes de la saga. Hideo Baba et Yoshito Higushi quant à eux ont eu des rôles majeurs en tant que producteurs et directeurs.
On peut aussi parler des programmeurs du système de combat de la série qui est l'un des mieux conçus et décrit généralement comme un des plus dynamiques du jeu de rôle. Pour Tales of Phantasia, c'est Yoshiharu Gotanda qui s'est occupé de toute la partie des combats du jeu. À noter que Tales of Phantasia est une véritable révolution dans le monde du RPG grâce à son système de combat particulièrement innovant pour l'époque. Après le départ de Yoshiharu Gotanda, parti pour fonder tri-Ace, c'est Shinji Hirashi qui s'est occupé du système de combat de Tales of Destiny et Tales of Phantasia (PSX). Tatsurou Udo quant à lui est devenu le programmeur du système de combat de tous les Tales of en 2D à l'exception de Tales of Hearts. Il s'est également occupé de celui de Tales of Graces et a été mentionné en tant que contributeur dans les crédits de Tales of Xillia 2. Enfin, il a été officialisé qu'il s'occupait du système de combat de Tales of Zestiria. Osamu Hisano s'est occupé lui de Tales of Symphonia et Tales of the Abyss. Enfin, c'est Yoshimasa Tanaka qui a programmé le système de combat de Tales of Hearts.
Bandai Namco
Société détentrice des droits de l'univers de fiction et développeur principal des jeux vidéo.
Production I.G
Studio d'animation responsable des cinématiques de tous les épisodes de la série jusqu'à Tales of Graces.
Xebec
Studio d'animation de la série Tales of Eternia.
Sunrise
Studio responsable de l'anime Tales of the Abyss.
Ufotable
Studio d'animation responsable des OVA Tales of Symphonia et des cinématiques de Tales of Xillia, Tales of Xillia 2, Tales of Zestiria, Tales of Berseria et Tales of Arise.
A-1 Pictures
Studio d'animation responsable de l'opening de Tales of the World: Dice Adventure.
Wit Studio
Studio d'animation responsable des opening de Tales of Asteria.

## Liste de jeux
En 2007, les jeux Tales ont été divisés en deux catégories : les "Mothership Titles" et les "Escort Titles". Les Mothership Titles étaient censés être les jeux phares de la série, tandis que les jeux plus secondaires ou comportant des éléments transversaux devenaient des Escort Titles. Avec la montée en puissance des jeux mobiles, la nouvelle classification "Mobile" a été ajoutée. En 2020, les trois catégories ont été supprimées et remplacées par deux nouvelles catégories : "Original" et "Crossover" . Les titres originaux sont censés être des jeux présentant une histoire indépendante ou leurs suites, tandis que les titres Crossover contiennent des jeux qui rassemblent des personnages de divers titres et en explorent de nouveaux aspects. La refonte du site principal Tales Channel+ en juillet 2020 a mis en place l'utilisation des classifications Original et Crossover.

### Série principale
- 1995 : Tales of Phantasia (Super Famicom, PlayStation, Game Boy Advance, PlayStation Portable, IOS)
- 1997 : Tales of Destiny (PlayStation, PlayStation 2)
- 2000 : Tales of Phantasia: Narikiri Dungeon (Game Boy Color, PlayStation Portable)
- 2000 : Tales of Eternia, ou Tales of Destiny II en Amérique du Nord (PlayStation, PlayStation Portable)
- 2002 : Tales of Destiny 2 (PlayStation 2, PlayStation Portable)
- 2003 : Tales of the World: Summoner's Lineage (Game Boy Advance)
- 2003 : Tales of Symphonia (GameCube, PlayStation 2, Windows)
  - 2023 : Tales of Symphonia Remastered (PlayStation 4, Xbox One, Nintendo Switch)
- 2004 : Tales of Rebirth (PlayStation 2, PlayStation Portable)
- 2005 : Tales of Breaker (Téléphone Mobile)
- 2005 : Tales of Legendia (PlayStation 2)
- 2005 : Tales of Commons (Téléphone Mobile)
- 2005 : Tales of the Abyss (PlayStation 2, Nintendo 3DS)
- 2006 : Tales of Eternia Online (PC)
- 2006 : Tales of Wahrheit (Téléphone Mobile)
- 2006 : Tales of the Tempest (Nintendo DS)
- 2007 : Tales of Innocence (Nintendo DS)
  - 2012 : Tales of Innocence R (PlayStation Vita)
- 2008 : Tales of the World: Material Dungeon (Téléphone mobile)
- 2008 : Tales of Symphonia: Dawn of the New World (nom européen) ou Tales of Symphonia: Knight of Ratatosk (nom au Japon) (Wii)
- 2008 : Tales of Vesperia (Xbox 360, PlayStation 3)
  - 2019 : Tales of Vesperia Definitive Edition (PlayStation 4, Xbox One, Nintendo Switch, Windows)
- 2008 : Tales of Hearts (Nintendo DS)
  - 2013 : Tales of Hearts R (PlayStation Vita, iOS)
- 2009 : Tales of Graces ou Tales of Graces f (Wii, PlayStation 3)
  - 2025 : Tales of Graces f Remastered (Nintendo Switch, PlayStation 4, PlayStation 5, Xbox One, Xbox Series, Windows)
- 2011 : Tales of Xillia (PlayStation 3)
- 2012 : Tales of Xillia 2 (PlayStation 3)
- 2015 : Tales of Zestiria (PlayStation 3, PlayStation 4, Windows)
- 2016 : Tales of Berseria (PlayStation 3, PlayStation 4, Windows)
- 2020 : Tales of Crestoria (iOS et Android)
- 2021 : Tales of Arise (Xbox One, Xbox Series, PlayStation 4, PlayStation 5, Windows)
- 2021: Tales of Luminaria (iOS et Android)

### Compilations
- 2010 : Tales of Phantasia: Narikiri Dungeon X regroupant Tales of Phantasia: Narikiri Dungeon et Tales of Phantasia sur PlayStation Portable.
- 2013 / 2014 : une compilation nommée Tales of Symphonia Chronicles (nom européen) ou Tales of Symphonia: Unisonant Pack (nom au Japon) regroupant la version PS2 de Tales of Symphonia jamais sorti hors du Japon auparavant ainsi que sa suite Dawn of the New World en HD sur PlayStation 3.

### Série dérivéeTales of the World
- 2002 : Tales of the World: Narikiri Dungeon 2 (Game Boy Advance)
- 2003 : Tales of the World: Summoner's Lineage (Game Boy Advance)
- 2005 : Tales of the World: Narikiri Dungeon 3 (Game Boy Advance)
- 2006 : Tales of the World: Radiant Mythology (PlayStation Portable)
- 2008 : Tales of the World: Material Dungeon (Téléphone mobile)
- 2009 : Tales of the World: Radiant Mythology 2 (PlayStation Portable)
- 2011 : Tales of the World: Radiant Mythology 3 (PlayStation Portable)
- 2012 à juin 2013 : Tales of the World: Dice Adventure (Navigateur web)
- 2012 à février 2015 : Tales of the World: Tactics Union (Android)
- 2014 : Tales of the World: Reve Unitia (Nintendo 3DS)

### Autres jeux dérivés
- 2002 : Tales of Fandom Vol.1 (PlayStation)
- 2007 : Tales of Fandom Vol.2 (PlayStation 2)
- 2009 : Tales of VS. (PlayStation Portable)
- 2011 à septembre 2014 : Tales of Kizna (iOS)
- 2012 : Tales of the Heroes: Twin Brave (PlayStation Portable).
- 2012 à septembre 2014 : Tales of Card Evolve (IOS et Android)
- 2012 : Tales of the Heroes: Twin Brave (iOS et Android)
- 2013 à octobre 2014 : Tales of Bibliotheca (iOS)
- 2014 à mars 2018 : Tales of Link (iOS et Android)
- 2014 : Tales of Destiny: A Pachislot Called Fate : (iOS et Android)
- 2017 : Tales of the Rays (iOS et Android)

## Adaptations

### Séries animées
- 2001 : Tales of Eternia (adaptation du jeu vidéo Tales of Eternia)
- 2004-2006 : Tales of Phantasia (adaptation du jeu vidéo Tales of Phantasia)
- 2007-2012 : Tales of Symphonia (adaptation du jeu vidéo Tales of Symphonia)
- 2008-2009 : Tales of the Abyss (adaptation du jeu vidéo Tales of the Abyss)
- 2009 : Tales of Vesperia: First Strike (préquelle du jeu Tales of Vesperia)
- 2015 : Tales of Zestiria: Doushi no Yoake (préquelle du jeu Tales of Zestiria)
- 2016-2017 : Tales of Zestiria the X[2],[3]
- 2018 : Tales of Homeroom (mini série de crossover)
- 2020 : Tales of Crestoria: the Wake of Sin (adaptation du jeu vidéo Tales of Crestoria)

### Manga
- Tales of the Abyss, en huit volumes, dessiné par Rei, publié au Japon par ASCII Media Works et en version française par Ki-oon depuis 2011[4].
- Tales of Destiny: Kami no Me wo Meguru Yabō, en six volumes, dessiné par Shinki Kitsutsuki, publié au Japon par ASCII Media Works et en version française par Ki-oon depuis 2010[5].
- Tales of Symphonia, en six volumes, dessiné par Hitoshi Ichimura, publié au Japon par Mag Garden et en version française par Ki-oon depuis 2009[6].
- Tales of Symphonia - Ratatosk no Kishi - Assort!, un volume, dessiné par Katsura Ichiho, publié au Japon par ASCII Media Works depuis 2013.
- Tales of Symphonia: Ratatosk no Kishi - Onshuu no Richter, en deux volumes, dessiné par Nanto Hanamaru, publié au Japon par ASCII Media Works depuis 2013.
- Tales of Innocence, en deux volumes, dessiné par Hiroyuki Kaido, publié au Japon par Shueisha.
- Tales of Legendia, en six volumes, dessiné par Ayumi Fujimura, publié au Japon par Ichijinsha et en version française par Ki-oon depuis 2012[7].
- Tales of Destiny: Hakanaki toki no Lion, dessiné par Akira Kasukabe, publié au Japon par ASCII Media Works.
- Tales of Xillia - Side; Milla, en cinq volumes[8], dessiné par Hu-Ko, publié au Japon par Media Factory et en version française par Doki-Doki depuis 2013[9].
- Tales of Zestiria, dessiné par Shiramine, publié au Japon par Ichijinsha en quatre volumes.
- Tales of Berseria, dessiné par Nobu Aonagi, publié au Japon par Ichijinsha et en version française par Mana Books depuis 2017.

### Roman
- Tales of Phantasia: Katararezaru Rekishi ou KataReki en abrégé, écrit par Ryuji Saiki, publié au Japon depuis 1999. (adaptation du jeu vidéo Tales of Phantasia. Préquelle du jeu)
- Tales of Symphonia: Toki no Kagayaki, en quatre volumes, écrit par Yamajima Sarah, publié au Japon depuis 2003. (adaptation du jeu vidéo Tales of Symphonia.)[10]
- Tales of Symphonia - Ratatosk no Kishi : Toki no Negai, en trois volumes, écrit par Yamajima Sarah, publié au Japon par Enterbrain depuis 2008. (adaptation du jeu vidéo Tales of Symophonia Dawn of the New World.)[11]
- Tales of Symphonia: Shokuzai no Kratos, (L'Expiation de Kratos) écrit par Miyajima Takumi et illustré par Ufotable. Il est publié au Japon le 9 novembre 2013 et raconte l'histoire de Tales of Symphonia du point de vu de Kratos Aurion.)

## Ventes
Le 5 décembre 2012, Namco Bandai Games annonce avoir écoulé plus de 15 millions de jeux de la franchise Tales of depuis 1995 (en 18 ans).
Le 8 mai 2019, la série a atteint les 20 millions de ventes.
A fin mars 2020, la série a atteint 23,86 millions de ventes .